# 魏森施泰因山
47°15′0″N 7°32′0″E / 47.25000°N 7.53333°E

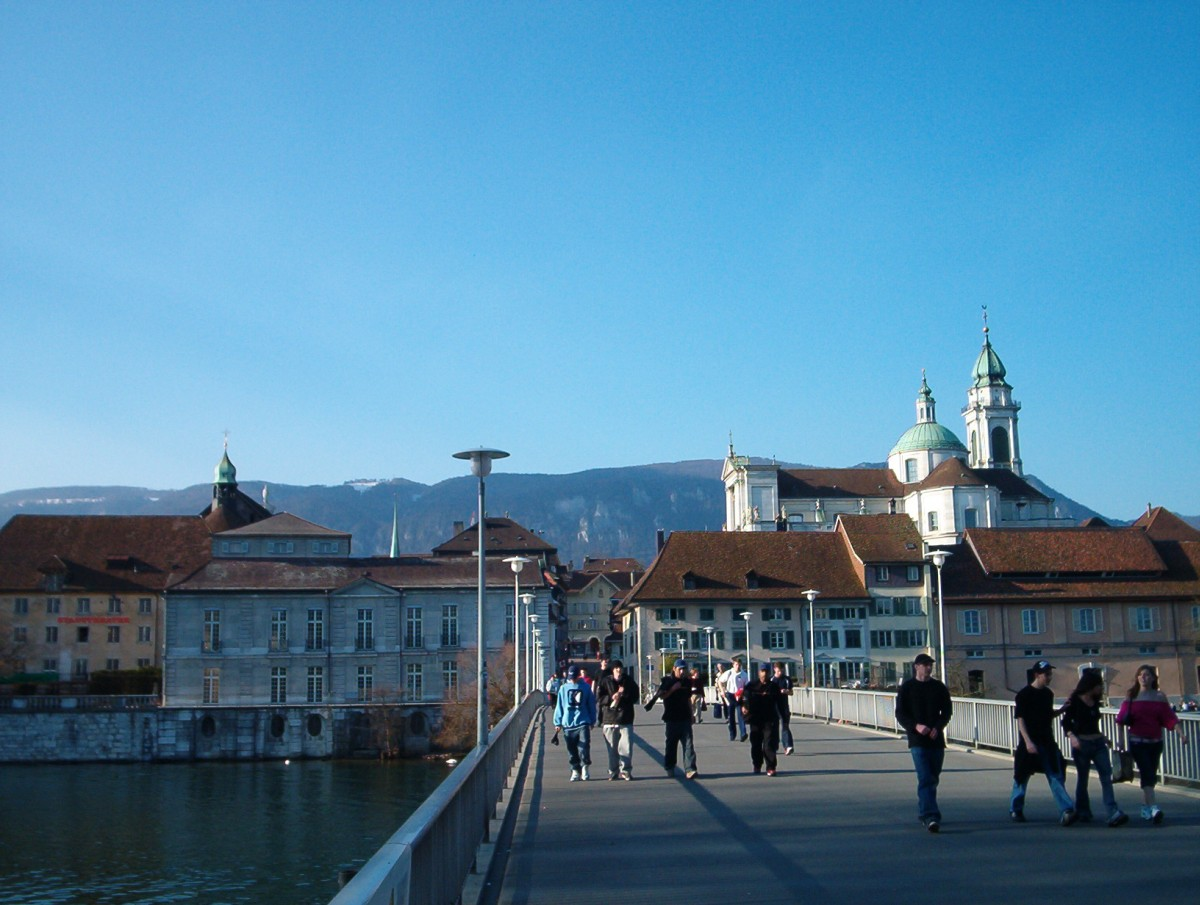

魏森施泰因山（Weissenstein），是瑞士的山脊，位於該國北部，由索洛圖恩州負責管轄，屬於汝拉山的一部分，處於索洛圖恩以北，最高點勒蒂山海拔高度1,395米。